# Hervormde kerk (Hoofdplaat)
De Hervormde kerk is een voormalige protestantse kerk van de Nederlandse Hervormde Kerk in Hoofdplaat in de provincie Zeeland.

## Geschiedenis
Na de inpoldering in 1778 werd in Hoofdplaat van 1783 tot 1785 een kerk gebouwd, gefinancierd door de ambachtsheer en ontworpen door de Zeeuwse landsarchitect Coenraad Kayser. Boven op het afgeknotte piramidedak staat een driehoekige toren met een mechanisch smeedijzeren torenuurwerk. Het portiek bevindt zich aan de straatzijde en in de kerk staat een Lodewijk XVI-kansel. De kerk is een van de oudste gebouwen in het dorp en werd in 1974 als rijksmonument ingeschreven. Door de ontkerkelijking en het beperkt aantal protestanten raakte het kerkje in 1990 buiten gebruik.
De kerk werd verkocht aan de Stichting Oude Zeeuwse Kerken en doorverkocht aan restauratiearchitect Pieter van Traa uit Zierikzee. In 2007 vond een grote restauratie plaats waarbij de dakruiter werd gerenoveerd en de kerk binnen heringericht en omgebouwd tot appartementencomplex.

## Fotogalerij

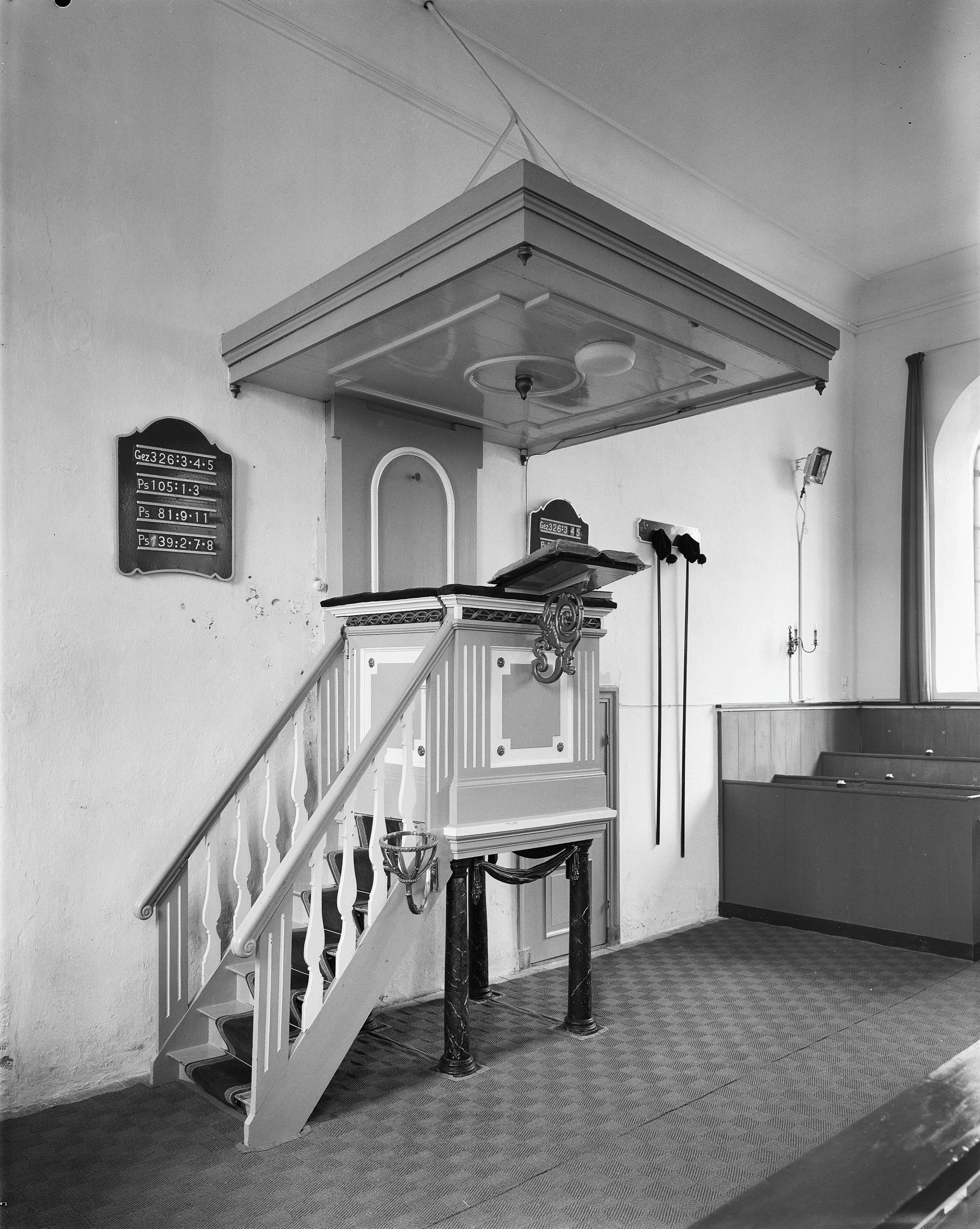
Kansel in 1975
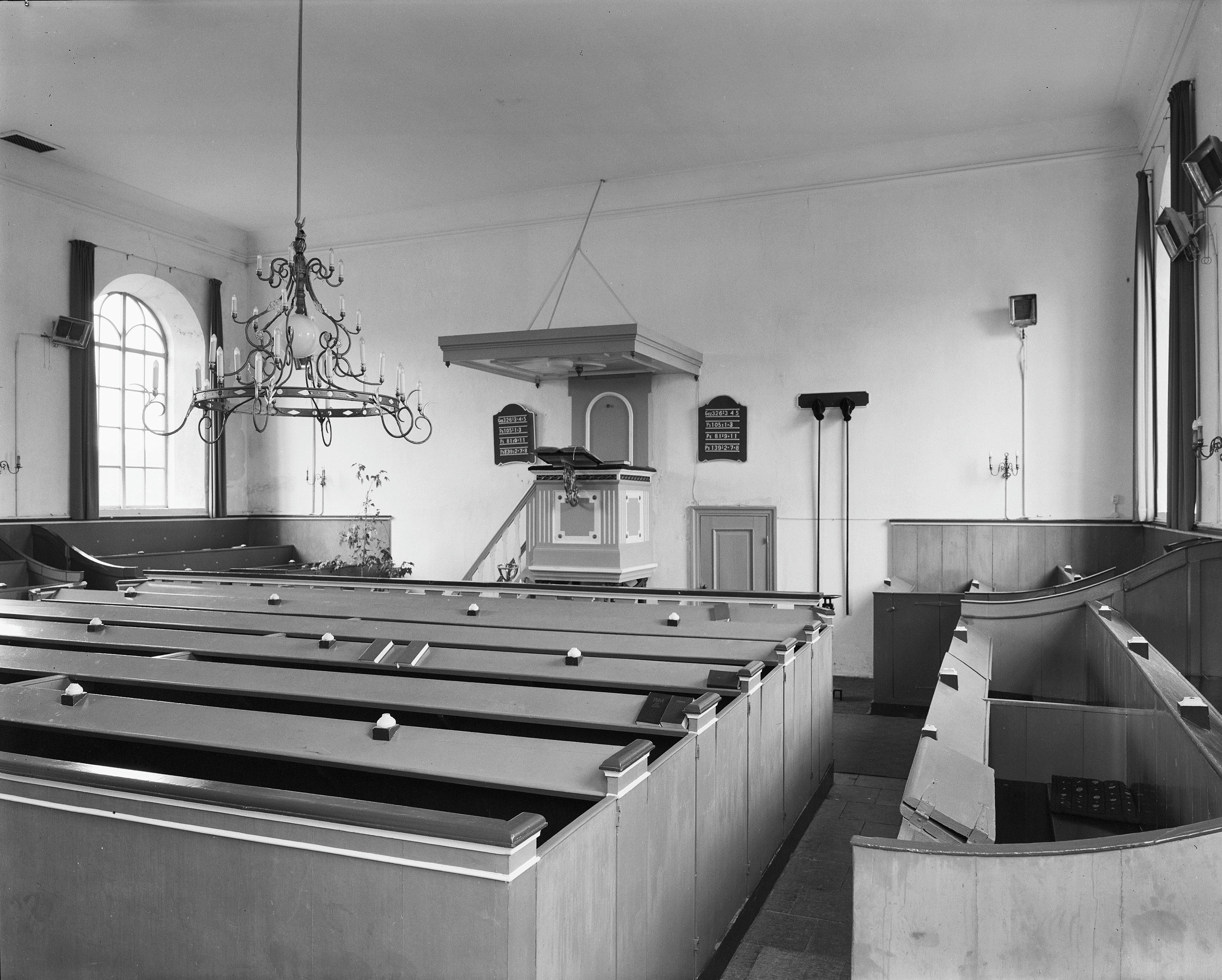
Interieur 1975
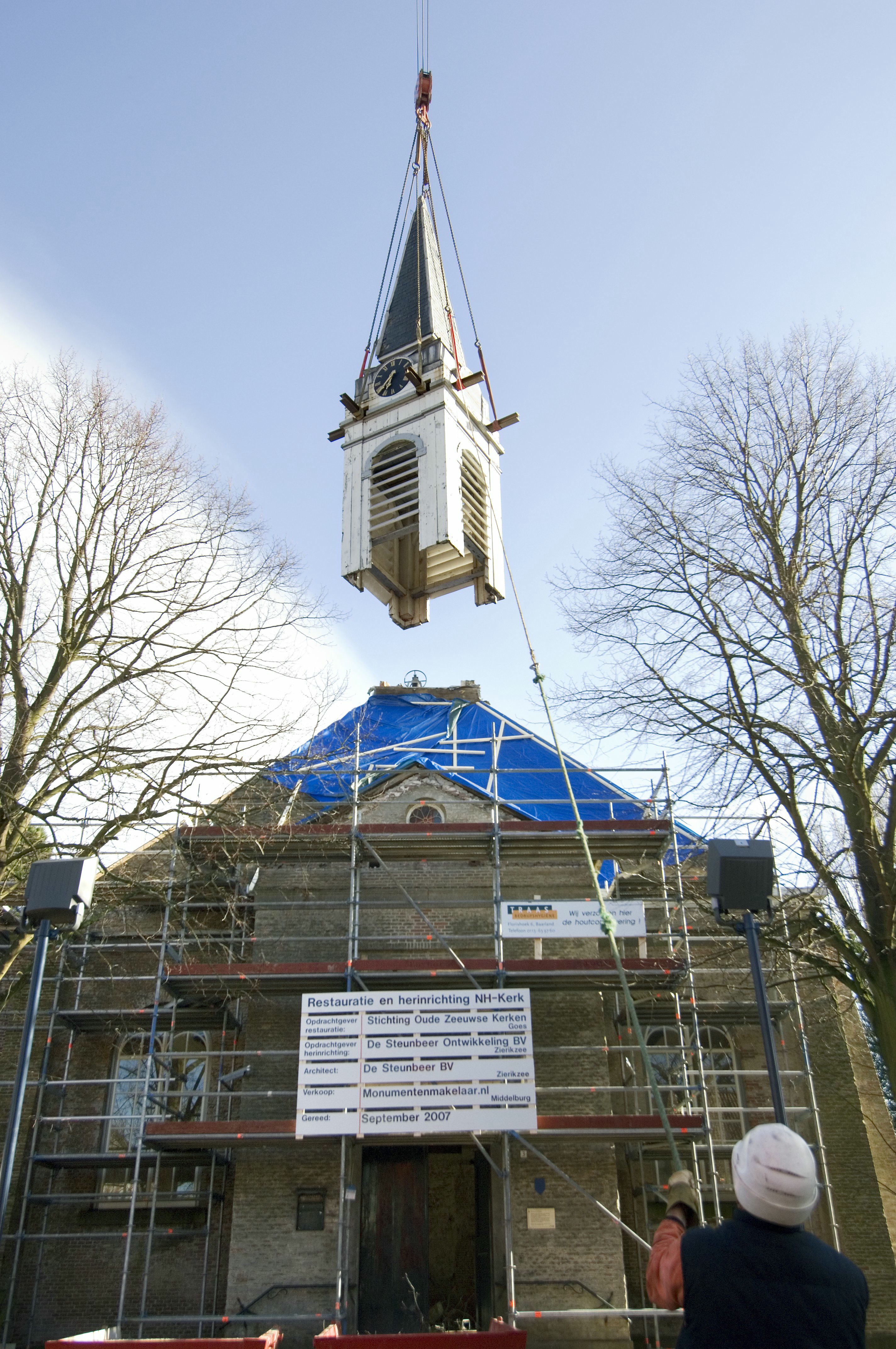
Renovatiewerken februari 2007
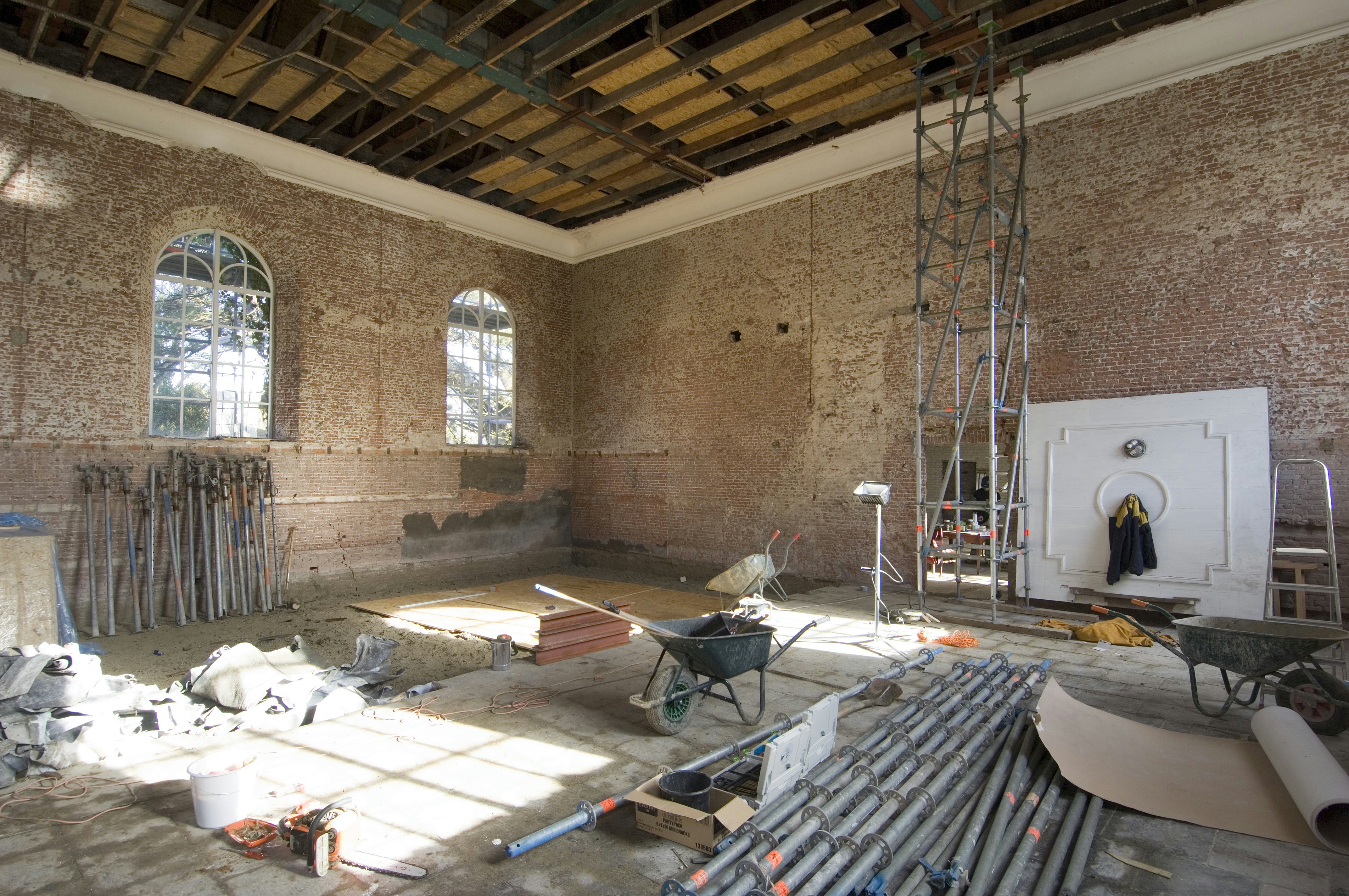
Herinrichting interieur februari 2007